# Фолькертсхаузен
Фолькертсхаузен (нем. Volkertshausen) — община в Германии, в земле Баден-Вюртемберг. 
Подчиняется административному округу Фрайбург. Входит в состав района Констанц.  Население составляет 2948 человек (на 31 декабря 2010 года). Занимает площадь 5,15 км².